# Bernueces
Bernueces (Castiello Bernueces en asturiano y oficialmente) es una parroquia perteneciente al Distrito Rural del concejo de Gijón (Principado de Asturias, España).
En sus 5,2 km² habitan un total de 1162 personas según el padrón de 2022 (INE).

## Ubicación
Bernueces limita al oeste con la parroquia de Granda y los barrios urbanos del distrito Este Las Mestas y Viesques; al norte con la parroquia de Somió; al este con la de Cabueñes y al sur con las de Santurio y Vega.

## Toponimia
El filólogo Ramón d'Andrés opina en su obra Diccionario toponímico del concejo de Gijón que la denominación Bernueces no tiene verdadero uso popular y que los locales emplean Castiello Bernueces y, más frecuentemente, Castiello para referirse a la parroquia.
El mencionado libro también recoge una hipótesis que intenta explicar el origen del nombre vernáculo de la parroquia. Esta denominación se compone de dos elementos. De acuerdo con Ramón d'Andrés, el primero ―Castiello— puede referirse a cualquier tipo de poblado fortificado cuando aparece en nombres de lugares asturianos. Asimismo puede indicar que las características del terreno recuerdan a un castillo. El segundo componente ―Bernueces― tiene origen desconocido. Según el autor del libro podría derivar del nombre latino de hombre Bernutius, quizás por llamarse así el propietario de alguna finca.
Ramón d'Andrés señala asimismo cómo en el topónimo vernáculo se prescinde de la preposición "de" —el autor lo recoge como Castiello Bernueces en lugar de Castiello de Bernueces—, lo cual atribuye a un hecho muy corriente en el asturiano. Según el filólogo, la preposición se omite cuando esta va precedida de vocal. Por ejemplo, se dice un vasu lleche o la casa Xuan.

## Historia
El historiador José Manuel González catalogó en 1959 un castro prerromano situado en la parroquia, pero de él solo se conservan restos muy deteriorados.
Hay abundantes textos medievales que mencionan Bernueces. Por ejemplo, en el siglo XII algunos documentos del Monasterio de San Vicente de Oviedo ya hablan de un lugar llamado Castelo o Uernodes situado en Gijón.

## Equipamientos
Se ha convertido en una zona de edificación de baja densidad (chalets).
Dentro de la parroquia se encuentra el Edificio Polivalente de la Escuela Politécnica de Ingeniería de Gijón.
En Bernueces se ubican el Club Hípico Astur, el Real Club de Golf de Castiello, el Club Deportivo Arenal, el Club de Fútbol Quinta San Eutiquio, el complejo deportivo Las Mestas y parte del campo municipal de golf El Tragamón.

## Barrios
Se indican entre paréntesis los nombres en asturiano, que tienen carácter oficial:
- Bernueces (Castiello Bernueces)
- San Miguel (Samiguel)

## Fiestas
Sus fiestas patronales se celebran en la festividad de San Pedro.

## Personas
- Demetrio González